# 仕事ハッケン伝
『仕事ハッケン伝』（しごとハッケンでん）とは、NHK総合テレビジョンで2011年から2014年まで放送されていた。毎回1人の芸能人が7日間仕事を体験する情報・ドキュメンタリー番組。

## 概要
「もし今と違う仕事についていたら、どんな人生を送っていたのだろう」をコンセプトに、各界の著名人が「今アツイ企業」におよそ1週間入社。通常の社員と同等の扱いで特別待遇は一切無し。そこから企業の経営哲学や会社の流儀を知り、著名人も「ありえたかもしれないもう1つの人生」を疑似体験する番組である。司会・ゲスト・入社した著名人が仕事を振り返るトーク部分はファーストシーズン・セカンドシーズンは入社した会社内で行われたが、サードシーズンはスタジオ収録となり、VTR中でファーストシーズンではNHKが独自に集計した会社員1000人に聞いたYES・NOアンケートの結果が出され、セカンドシーズンでは仕事先の業種にまつわるクイズが出される。セカンドシーズンに出ていた番組キャラクターの名前は「よしを」。
本来は2011年3月31日からの放送予定だったが、3月11日の東日本大震災（東北地方太平洋沖地震及び東京電力・福島第一原子力発電所での事故）発生に伴う非常報道体制に伴い、新年度の新番組を原則1カ月程度遅らせる措置をとったことから、本番組も1カ月半遅れの5月12日から開始。7月までの9回シリーズ（木曜20時から20時45分）。再放送は放送次週の金曜未明（木曜深夜）0時45分から1時30分。
2012年度の番組改編で、2012年4月からセカンドシーズン（全17回）を放送。ただし、沖縄局は『NHKが映した沖縄』を放送するため、土曜10:05 - 10:50に振替放送。再放送は放送次週水曜深夜（木曜未明）1:40 - 2:25（原則、9月からは1:15 - 1:58）。7月下旬から8月下旬にはロンドンオリンピック放送のため、放送休止期間があった。
2013年度の番組改編で、2013年4月からサードシーズン（全20回）が放送された。放送翌日から期間限定でNHKオンデマンドでも配信した。なお、2013年度は九州沖縄ブロックでは『ガチアジア』が放送される場合があるため、その場合同地区では翌金曜日0:40（木曜24:40）からの振り替えになる。
サードシーズンをもって番組は終了した。NHKオンデマンドでも配信されていた（配信終了）他、教育現場向けのDVD貸し出しサービス「NHKティーチャーズ・ライブラリー」で10回分が貸し出し対象となっている。

### 番組誕生の背景
『仕事ハッケン伝』誕生の元となったのが、2009年にNHK総合テレビで放送されたバラエティ番組『地頭クイズ ソクラテスの人事』である。番組の企画として、同年9月17日の放送で劇団ひとりがGoogleに1日体験入社し、Google社内でのプレゼンテーションを行う模様が放送された。
その後、2010年8月24日に番組たまごの一環として同企画のパイロット番組『人材ハッケン伝』が放送されている。この番組では優木まおみがネット通販事業者に、田中卓志（アンガールズ）が大手ゼネコンに体験入社しており、そのダイジェスト版が後述の特別番組内で放送された。

## 出演者
進行役
- 首藤奈知子（NHKアナウンサー）
- 中山秀征（セカンドシーズンから）

ナレーション
- 高橋克典

過去のゲスト
- 宋文洲（ファーストシーズンのレギュラーゲスト）

## スタッフ
SEASON3
- ディレクター：田中、長友、新宮、伊集院、影嶋、外園、上野、井川、藤村、捧、松久、神保
- プロデューサー：川畑美緒、早乙女裕子

### 過去のスタッフ
- ディレクター
  - ファーストシーズン：佐々木、宇野、真野、谷口
  - セカンドシーズン：斎藤、加茂、成瀬、荒井、角野、城
- プロデューサー：水高満

## テーマ曲・エンディング曲
テーマ曲
- Hilcrhyme「LAMP LIGHT」（セカンドシーズンまで）
- 高橋優「同じ空の下」（サードシーズン）[6]

エンディング曲
- SA.RI.NA「頑張りやさんのきみへ」（ファーストシーズン）
- ケツメイシ「出会いは成長の種」（セカンドシーズン）

## 放送リスト

### 特別番組
もう一つの人生、あったらスペシャル
2011年5月21日 19:30 - 20:45（滋賀県は5月22日 1:43 - 2:58）に特別番組として放送。この番組ではアンガールズ、優木まおみ（タレント）、磯野貴理（女優）、川崎希（元AKB48の女性起業家）、宋文洲（起業家）、山本一力（作家）、坂本冬美（歌手）をゲストに、ビール工場見学をしながら、田中卓志（アンガールズ）の建築業界や優木のIT企業体験のレポートを交えて、この番組の魅力を紹介したもの。
涙と笑いの“仕事始め”スペシャル
2012年1月4日19:30 - 20:45には、白鳥久美子（たんぽぽ）が動物園の飼育係として働いた。ビビる大木、宋文洲、岸田健作、福田彩乃、菊川怜、平岳大、Mr.マリックがゲストで、世界の意外な仕事や有名人の過去の意外な職業を紹介するコーナーがあった。
私が出会った”相棒”スペシャル
2012年3月29日19:30 - 20:43には、ファーストシーズンのダイジェストやその後などが紹介された。
ホンキ スイッチSP
2012年7月26日20:00 - 20:43には、セカンドシーズン第1・4・9・11回のダイジェストや、その回の出演者による対談や後日談などが放送された。
2013新春SP 大志を抱け!世界で仕事ハッケン伝
2013年1月5日19:30 - 20:43には、高橋光臣がニューヨークでラーメン店店員、しずちゃん（南海キャンディーズ）がシェムリアップで日本語教師に挑戦した。スタジオゲストは高橋克実、山里亮太（南海キャンディーズ）。
仕事に効く 魔法のコトバSP
2013年5月30日22:00 - 22:48には、「コトバ」をテーマにサードシーズンを振り返る。スタジオゲストは糸井重里、吉木りさ、篠山輝信。
2014年 夏SP
2014年8月20日20:00-20:43には、向井慧（パンサー）が東京駅のデパ地下でマネージャーに挑戦した。スタジオゲストは堤下敦（インパルス）、峯岸みなみ。

### ミニ番組
仕事ハッケン伝ミニ「仕事に効く魔法のコトバ」
1分間の番組で、5パターンを不定期に放送。過去回の中から印象に残る言葉をピックアップしている。Eテレでも放送された。

## イベント
NHKふれあいミーティング「”仕事ハッケン伝”」
出演者やスタッフが参加する、学生が対象のトークイベント。進行役を会場近隣NHK局のアナウンサーが務める。
- 大阪大学（2012年3月13日）
- 山口県立大学（2012年5月15日・2013年5月）
- 日本工学院北海道専門学校（2012年7月19日）
- 東北公益文科大学（2012年11月21日）
- 早稲田大学（2013年7月16日）

スペシャルコラボステージ「仕事ハッケン伝」×「プロフェッショナル仕事の流儀」
2013年3月31日、イベント「NHK 春ナビ WONDER LAND@渋谷」内で行われ、押切もえ、茂木健一郎、首藤アナが出演。

## 書籍
『人生を面白くする!仕事ハッケン術』
著/宋文洲、協力/NHK「仕事ハッケン伝」制作班、出版/主婦と生活社、2012年5月25日、ISBN 978-4391141535